# 马列 (外交官)
马列（1923年—2018年10月9日），辽宁沈阳人，中华人民共和国外交官，曾任国务院总理办公室外事秘书，中华人民共和国驻匈牙利特命全权大使。

## 家庭
母亲为原北京市妇联机关干部高鲁。妻子为彭雪枫将军遗孀林颖，女儿丹妮，继子彭小枫。